# 4-甲氧基苯甲硫醚
4-甲氧基苯甲硫醚是一种有机化合物，化学式为C8H10OS。它可由4-甲氧基苯硫酚在碳酸钾存在下和碘甲烷反应制得。在催化下，它可以被过氧化氢氧化为甲基(4-甲氧基苯基)亚砜。